# Autograph Records
Autograph Records fue un sello discográfico estadounidense en la década de 1920 propiedad de Marsh Laboratories de Chicago, Illinois, que era propiedad de Orlando R. Marsh, un ingeniero eléctrico.
Marsh realizó grabaciones con sus propios métodos experimentales. Autograph fue el primer sello discográfico estadounidense en lanzar grabaciones realizadas eléctricamente con micrófonos, a diferencia del método acústico o mecánico que se usaba más comúnmente.  Según el autor Brian Rust, los primeros registros eléctricos de Marsh se realizaron en 1924. 

## Musica de organo
El 28 de abril de 1923 se informó en Time que un dispositivo inventado por Marsh se había utilizado con éxito para realizar una grabación de música de órgano, algo que hasta entonces se consideraba imposible. El artículo afirmaba que Pietro Yon, de la ciudad de Nueva York, tocó su composición para órgano "Jesu Bambino" en el laboratorio de Marsh en Chicago y que la reproducción se describió como excelente. El artículo continuaba diciendo que este logro parecía abrir una nueva área para el fonógrafo. 
Brian Rust también informó que había una nota en el Talking Machine Journal de octubre de 1924 que indicaba que "Orlando B. Marsh" acababa de mudarse al 78 East Jackson Boulevard.  Marsh Laboratories se estableció en el séptimo piso del edificio Lyon & Healy . Esta ubicación atrajo clientes. Lyon & Healy vendía partituras, discos e instrumentos musicales. 

## Discos
Autograph es mejor conocido por parte del excelente jazz de artistas de Chicago que se registró en el sello. Los más famosos de todos son los duetos de King Oliver y Jelly Roll Morton. Los discos más vendidos de Autograph, sin embargo, fueron la serie de solos de órgano de tubos de Jesse Crawford. El proceso eléctrico de Marsh fue el primero en poder capturar una aproximación del rango del órgano, pero carecía de graves en la mezcla de tonos.  
Aproximadamente en la época en que se hicieron los discos de Autograph de Crawford, Jesse Crawford aceptó una oferta para ser organista en el Paramount Theatre de la ciudad de Nueva York. Una vez allí, Victor se interesó en que Crawford hiciera grabaciones para ellos, primero mediante el proceso acústico. Más tarde, Victor grabó a Crawford mediante el proceso con licencia de Western Electric que utilizaron por primera vez en 1925. 
Milton Charles sucedió a Jesse Crawford como organista en el Teatro de Chicago y también como organista de Orlando Marsh. Charles fue grabado por Marsh Laboratories en el Tivoli Theatre (Chicago) con lanzamientos en Paramount Records. Las grabaciones de Paramount fueron técnicamente superiores a las realizadas en el Teatro de Chicago. 
Los últimos registros de autógrafos parecen haber sido registrados en 1926.
Aunque ya no lanzó canciones bajo su propio sello, Marsh continuó haciendo grabaciones en Chicago para otros sellos (incluidos Paramount, Gennett y Black Patti) hasta finales de la década de 1920.

## Radio
Amos 'n' Andy fue el primer programa de radio distribuido mediante distribución grabada, y Marsh Laboratories jugó un papel en esto. Elizabeth McLeod indicó en un correo electrónico del 27 de diciembre de 2002 que las grabaciones de Freeman Gosden y Charles Correll se realizaron antes de la transmisión en vivo de los programas de radio de Amos 'n' Andy en WMAQ (AM), Chicago, en 1928. –Período 1929 en Marsh Laboratories. Estos fueron presionados para su distribución a otras estaciones de radio como discos de goma laca de 12 "y 78 rpm. Indicó que una velocidad de alrededor de 80 rpm a veces era más precisa. El 29 de abril de 1929, el contrato de grabación pasó a Brunswick-Balke-Collender (Brunswick Corporation) y la calidad de audio de los discos mejoró sustancialmente. 